# Naankijärvi, Norrbotten
Naankijärvi är en sjö i Pajala kommun i Norrbotten och ingår i Torneälvens huvudavrinningsområde. Sjön har en area på 3,06 kvadratkilometer och ligger 219 meter över havet. Sjön avvattnas av vattendraget Naankijoki.

## Delavrinningsområde
Naankijärvi ingår i det delavrinningsområde (756130-182154) som SMHI kallar för Utloppet av Naankijärvi. Medelhöjden är 242 meter över havet och ytan är 47,19 kvadratkilometer. Det finns inga avrinningsområden uppströms utan avrinningsområdet är högsta punkten. Naankijoki som avvattnar avrinningsområdet har biflödesordning 4, vilket innebär att vattnet flödar genom totalt 4 vattendrag innan det når havet efter 314 kilometer. Avrinningsområdet består mestadels av skog (56 procent) och sankmarker (34 procent). Avrinningsområdet har 3,4 kvadratkilometer vattenytor vilket ger det en sjöprocent på 7,2 procent.